# Listă de limbi dispărute
Aceasta este o listă a limbilor care nu mai au sau au prea puțini vorbitori nativi sau nu mai sunt utilizate în vorbirea curentă. Despre unele nu se știe nimic, despre altele prea puțin, iar unele au reușit să fie reconstituite în mare măsură. 
| - agneană - aramaică - avestan - burgundă - cnaanică - crimeană-gotică - curoniană - dacă - dalmată - elamită - faliscă - frigiană - galică | - galmeză - goguryeo - gotică - greaca bizantină - greaca veche - hitită - iliră - karpateană - kamas - khotaneză (saka) - greaca koinē | - kuchană - kwarazmiană - liciană - lidiană - lombardică - luwiană - manx - mator - miceniană (dialect grecesc) - oscă - pahlavi | - palaică - pali (dialect sanscrit) - persana veche - pisidiană - polabă - pracrită (sanscrita vulgară) - prusacă - sanscrită - sogdiană - sumeriană - tracă - umbriană - vandalică |